# Quark-gluonplasma
Een quark-gluonplasma (QGP) is een (vermoedelijke) fase van materie die ontstaat bij extreem hoge temperaturen en dichtheid. Men vermoedt dat deze voorkwam in de eerste 20 tot 30 microseconden na de oerknal.

## Theoretische beschrijving
Het bestaan van het quark-gluonplasma wordt gepostuleerd op grond van de kwantumchromodynamica. Deze theorie beschrijft hoe hadronische materie is opgebouwd uit quarks en gluonen. Deze laatste deeltjes zorgen voor de wisselwerking tussen quarks, en zouden de oorzaak zijn van het feit dat er bij normale omstandigheden geen vrije quarks worden waargenomen: quarks komen voor ófwel als quark-antiquarkpaar (mesonen), ófwel als deeltjes bestaande uit drie quarks of drie antiquarks (baryonen). Deze eigenschap staat bekend als confinement.  Alleen bij extreme omstandigheden (zoals botsingen van elementaire deeltjes bij hoge energieën) voorspelt de kwantumchromodynamica dat quarks en gluonen niet in hadronen gebonden zijn en vrij kunnen voorkomen. 

## Experimenteel onderzoek
Experimenten aan CERN in Genève (Super Proton Synchotron) poogden reeds in de jaren 1980 en 1990 om QGP te produceren. Deze eerste experimenten waren slechts gedeeltelijk succesvol. Meer informatie zou moeten komen van de Relativistic Heavy Ion Collider (RHIC) van het Brookhaven National Laboratory. Drie nieuwe experimenten gepland voor de Large Hadron Collider (LHC) van het CERN (ALICE, ATLAS en CMS) zullen het onderzoek naar de eigenschappen van quark-gluonplasma voortzetten.